# وژکد
وژکد (به انگلیسی: Vazhakkad) یک روستا در هند است که در Malappuram district واقع شده‌است.

## خصوصیات
وژکد ۳۱٬۲۹۰ نفر جمعیت دارد.